# Erich Krüger (Politiker, 1894)

Erich Krüger

Adolf Julius Erich Arnold Krüger (* 25. März 1894 in Ziltendorf; † nach 1945) war ein deutscher Politiker (NSDAP).

## Leben und Wirken
Nach dem Besuch der Mittelschule erlernte Krüger das Müllerhandwerk. Er legte später die Gesellen- und die Meisterprüfung für Müllerei ab.
Ab 1914 nahm Krüger als Kriegsfreiwilliger am Ersten Weltkrieg teil. Aufgrund einer Verwundung, die er in der Anfangsphase des Krieges erlitt, wurde er mit dem Eisernen Kreuz II. Klasse ausgezeichnet.
1929 übernahm Kürger das Amt eines Amtsvorstehers. Nachdem er begann, sich politisch in der NSDAP zu betätigen, wurde er von diesem Amt schließlich wegen Betätigung als Redner für diese Partei abgesetzt.
Krüger trat zum 1. September 1930 der NSDAP bei (Mitgliedsnummer 302.795) und wurde Kreisleiter der Partei für die Kreise Crossen sowie Guben Stadt und Land. 1931 folgte seine Ernennung zum Gauinspekteur der NSDAP im Gau ....
Bei der Preußischen Landtagswahl des Jahres 1932 gelang es Krüger ein Mandat für den Preußischen Landtag zu gewinnen: Er gehörte diesem anschließend knapp eineinhalb Jahre lang, bis zur Auflösung dieser Körperschaft im Herbst 1933, als Abgeordneter an. Daneben wurde er in diesem Jahr Vorsitzender des Brandenburgischen Provinzialausschusses und zweiter Fraktionsführer – später erster Fraktionsführer – der Nationalsozialisten im Brandenburgischen Provinziallandtag.
Bei der Reichstagswahl vom 12. November 1933 kandidierte Krüger für einen Sitz im Reichstag, wurde aber nicht gewählt. Im Gefolge der als "Röhm-Putsch" bekannt gewordenen politischen Säuberungsaktion der NS-Regierung vom Sommer 1934 erhielt er dann jedoch im Nachrückverfahren einen Sitz im Reichstag: Er übernahm im Juli 1934 das Mandat des im Zuge der Säuberungsaktion exekutierten Polizeipräsidenten von Magdeburg und Reichstagsabgeordneten Konrad Schragmüller. Er gehörte dem nationalsozialistischen Reichstag anschließend knapp elf Jahre lang, vom Sommer 1934 bis zum Ende der NS-Herrschaft im Frühjahr 1945, als Abgeordneter an: Erst vom Sommer 1934 bis zum März 1936 als Vertreter des Wahlkreises 10 (Magdeburg) und dann von März 1936 bis 1945 als Vertreter des Wahlkreises 5 (Frankfurt Oder).
Daneben war Krüger während der NS-Herrschaft Vorsitzender des Reichsverbandes deutscher Müllerinnungen. In dieser Stellung führte er den Titel eines Reichsinnungsmeisters. Zudem wurde er Landrat.

## Archivische Überlieferung
Eine Personalakte des Reichspropagandaministeriums zu Krüger hat sich im Bundesarchiv Berlin erhalten (R 55/23489).